# Гралья
Гралья, Ґралья (італ. Graglia, п'єм. Graja) — муніципалітет в Італії, у регіоні П'ємонт,  провінція Б'єлла.
Гралья розташована на відстані близько 550 км на північний захід від Рима, 60 км на північ від Турина, 6 км на захід від Б'єлли.
Населення — 1567 осіб (2014).
Щорічний фестиваль відбувається 5 серпня. Покровитель — Madonna della Neve.

## Демографія
Населення за роками:

Станом на 1 січня 2023 року в муніципалітеті офіційно проживав 31 іноземець з 19 країн, серед них 14 громадян країн Євросоюзу та 1 громадянин України.

## Сусідні муніципалітети
- Камбурцано
- Донато
- Лілліанес
- Монграндо
- Муццано
- Нетро
- Сеттімо-Віттоне
- Сордеволо